# 鱼珠停车场
鱼珠停车场是广州地铁13号线建设中的车辆基地，位于黄埔区鱼珠街道黄埔大道东。停车场北侧紧邻5号线的鱼珠车辆段，南侧紧邻深涌左支涌，与东南侧的鱼珠站接轨。

## 简介
5号线鱼珠车辆段建设时，已在南部预留了本停车场的用地。但由于场地较小，仅设有停车棚及运转检修楼。
停车场占地约3.28万平方米，设停车列检库8条、调机工程车库1列位。

## 历史
2023年9月27日，鱼珠停车场单位工程通过验收。同年11月，鱼珠停车场内的变电所成功送电。2024年9月，鱼珠停车场相继完成热滑试验和“三权”移交。